# Beaumont-en-Auge
Beaumont-en-Auge è un comune francese di 470 abitanti situato nel dipartimento del Calvados nella regione della Normandia.

## Società

### Evoluzione demografica
Abitanti censiti